# 崇明岛违建空城案
崇明岛违建空城案是指中国江苏省南通市启东市启隆镇所管辖的崇明岛区域于2014年起开始违法建立大量楼盘的案件。

## 地理
崇明岛大部分归上海市管辖，一小部分归江苏省南通市启东市启隆镇管辖，一小部分南通市海门区海永镇管辖，违建楼盘发生的地域归南通市启东市启隆镇管辖。

## 发展规划
上海市十三五规划对崇明岛的定位是“世界级的生态岛”，坚持落实生态原则，坚决不搞大开发，岛上人口常驻规模控制在70万人，新建建筑高度原则控制在18米以下。

## 经过
2014年以来，开发商对江苏省南通市启东市启隆镇所管辖的崇明岛开发项目名叫“绿地长岛”，占地全岛面积的1.2%，人口20万。整个地产项目沿长江而建，全长超10公里，总占地超15平方公里，楼盘总高17层，超过40栋，高度是新建建筑高度原则控制的2倍以上。土地使用名义则是“《启东市城市总体规划（2012-2030）》，绿地长岛所在的启隆镇属“旅游度假用地”。

## 评论
中央纪委国家监委网站刊登兰琳宗的文章《长江口大建“空城”：哪个权力环节出了问题？》指出：“绿地长岛项目何以违背上级决策部署，违背有关规划要求，持续多年在建，于2016年底被指不符要求仍整改不到位？背后的主管、审批、监管等多个权力运行和监督环节哪个地方出了问题？有没有失职失责甚至腐败问题？必须追查到底，厘清责任，给出负责任的答案。”